# Hilde Kähler-Timm
Hilde Kähler-Timm (* 1. März 1947 in Bargstedt) ist eine deutsche Kinder- und Jugendbuchautorin.
Kähler-Timm wurde in einem Dorf in Holstein geboren. Dort wuchs sie mit fünf Geschwistern und mehreren Tieren auf. Nach einer Ausbildung zur Diplom-Bibliothekarin studierte sie Germanistik und Kunstgeschichte in Kiel und Hamburg und arbeitete in wissenschaftlichen Bibliotheken. Heute ist sie als nebenberufliche Lehrkraft bei der Stadtjugendpflege tätig. Dort arbeitet sie hauptsächlich mit ausländischen Kindern. Sie leitet Schreibseminare und verfasst seit vielen Jahren Kinder- und Jugendbücher.
Sie lebt mit ihrer Familie in Bad Schwartau bei Lübeck.

## Werke
- Wir sind das ABC (1990)
- Matz auf dem Parkplatz (1991)
- Mimi und der doppelte Jakob (1995)
- Flickenfamilie sucht Wohnung (1996)
- Was Tine auf dem Schulweg macht (1997)
- Keine Bange, Millie! (1997)
- Zazubi Zauberlehrling (1998)
- Liberty (2000)
- Eulenmond (2003)
- Mit den Möwen fliegen (2006)
- Der kleinste Engel von allen (2014)

## Hörbücher
- Zazubi Zauberlehrling ist enthalten auf:
M. Deppe-Spinelli, T. Lotz (Regie und Produktion): Zauberlehrlinge. Uccello Verlag, Seefeld 2001, CD, Sprecher: Martin Baltscheit, Willi Hagemeier, Luca Spinelli, Clemens von Ramin, ISBN 3-933005-76-0.

## Gedichte
Neben ihren Büchern schreibt Hilde Kähler-Timm seit mehreren Jahren auch Haiku, die als kürzeste Gedichtform der Welt gelten. Einige ihrer Gedichte erscheinen regelmäßig im Haiku-Jahrbuch, in dem die besten Haiku eines Jahres veröffentlicht werden.

## Sonstiges
Das Kinderbuch „Wir sind das ABC“ wurde ins Spanische übersetzt. Unter dem Buchtitel „Aventuras de los trillizos ABC“ wird es in Kolumbien seit Jahren erfolgreich als Schulbuch verwendet.